# Ізотопний ефект
Ізотопний ефект (рос. изотопный эффект, англ. isotope effect) - 
- 1. Зміна  реактивності  сполуки,  викликана  заміною  якогось елемента в ній його ізотопом. Проявляється найбільш виразно у випадку заміни Н дейтерієм або тритієм внаслідок найбільшої різниці мас цих ізотопів.
- 2. Наслідок впливу ізотопного складу реагентів на константи рівноваги реакцій реагентів з двома різними ізотопами.

## Різновиди
- ізотопний ефект важкого атома - Ізотопний  ефект, спричинений ізотопами ін.их  атомів,  ніж ізотопи водню.
- ізотопний ефект розчинника - Кінетичний  чи  рівноважний ізотопний  ефект,  викликаний зміною ізотопного складу розчинника.